# Нова Нива (Крупський район)
Нова Нива (біл. вёска Новая Ніва) — село в складі Крупського району Мінської області, Білорусь. Село підпорядковане Ухвальській сільській раді, розташоване в східній частині області.